# Фурман, Семён Александрович
Семён Александрович Фурман (род. 9 января 1951, Ленинград, РСФСР) — советский и российский актёр театра, кино и озвучивания, телеведущий.

## Биография
Родился 9 января 1951 года в Ленинграде, ныне Санкт-Петербург. 
Окончив в 1973 году режиссёрско-балетмейстерское отделение факультета театральной режиссуры Ленинградского института культуры, где занимался на курсе А. Л. Мадиевского, стал актёром Ашхабадского ТЮЗа. В 1975 году он вернулся в Ленинград, работал помощником режиссёра на киностудии «Ленфильм», а в 1978—1988 годах был актёром Ленконцерта, играл в театре «Эита» Николая Аверюшкина в Москве на Профсоюзной в спектакле «Беня Крик и другие Одесские рассказы» по Бабелю, также писал эстрадные монологи и работал в театре моды. В 1980 году окончил Творческую мастерскую эстрадного искусства. С 1990 года актёр играет в Театре драмы и комедии на Литейном (Санкт-Петербург), где создал запоминающиеся образы Гарпагона в спектакле «Скупой» (по Мольеру) и Дэвиса в «Стороже» Гарольда Пинтера, с 2011 года также играет в новосибирском театре «Красный факел» в спектакле «Поминальная молитва».
С 1986 года сыграл более чем в пятидесяти фильмах, в том числе — «Мой нежно любимый детектив», «Остров погибших кораблей», «ЧП районного масштаба», «Дом под звёздным небом», «Короткое дыхание любви». Снимался актёр также в телефильмах «Русский транзит», «Страницы театральной пародии». Особо стоит отметить его роли в картинах «Штаны» В. Приёмыхова, а также «Переход товарища Чкалова через Северный полюс» и «Пленники удачи» М. Г. Пежемского. Среди других работ Семёна Фурмана — вышедший в 1999 году фильм Валерия Приёмыхова «Кто, если не мы», а также сериал «Сваты».
Участвовал в программах «Поп-механики». Снялся в ряде рекламных видеоклипов (в частности, в ролике «Нерон» из знаменитой серии «Всемирная история» банка «Империал»). Выступал как чтец в записи аудиокниг и радио-спектаклей, был ведущим передачи «Мир Dendy», выходившей на «МТК» с 24 февраля по 11 мая 1996.
С 2019 года работает в Театре Антона Чехова.
Лауреат фестивалей «Актёрские звёзды России» (1992) и «Французская пьеса на петербургской сцене» (1995).

## Общественная позиция
Семён Фурман выступил против военного вторжения России на Украину, но несмотря на это, остался в России.

## Личная жизнь
Женат, имеет сына Даниила.

## Фильмография
| Год       |   | Название                                            | Роль                                                                      |
| --------- | - | --------------------------------------------------- | ------------------------------------------------------------------------- |
| 1986      | ф | Мой нежно любимый детектив                          | член клуба холостяков                                                     |
| 1987      | ф | Остров погибших кораблей                            | «Азиат»                                                                   |
| 1988      | ф | Трудно первые 100 лет                               | метрдотель из сна Вари                                                    |
| 1988      | ф | ЧП районного масштаба                               | ведущий слёта                                                             |
| 1988      | ф | Штаны                                               | коллекционер видеокассет                                                  |
| 1989      | ф | Нечистая сила                                       | заключённый (нет в титрах)                                                |
| 1989      | ф | Музыкальные игры                                    | инопланетянин 001                                                         |
| 1989      | ф | Руанская дева по прозвищу Пышка                     | кучер                                                                     |
| 1989      | ф | Рычаги                                              | фотокорреспондент                                                         |
| 1989      | ф | Искусство жить в Одессе                             | Арон Пескин                                                               |
| 1989      | ф | Филипп Траум                                        | бродячий актёр, играющий «Дьявола»                                        |
| 1990      | ф | Переход товарища Чкалова через Северный полюс       | партийный лидер                                                           |
| 1990      | ф | В полосе прибоя                                     | Коля, водитель «Нивы»                                                     |
| 1990      | ф | Фанат 2                                             | милиционер                                                                |
| 1991      | ф | Действуй, Маня!                                     | Алик                                                                      |
| 1991      | ф | Дом под звёздным небом                              | психиатр                                                                  |
| 1991      | ф | И возвращается ветер…                               | Сеня                                                                      |
| 1991      | ф | Сказка на ночь                                      | Цандер                                                                    |
| 1992      | ф | Ключ                                                | репортёр                                                                  |
| 1992      | ф | Короткое дыхание любви                              | Имя персонажа не указано                                                  |
| 1992      | ф | Удачи вам, господа!                                 | делец теневой экономики                                                   |
| 1993      | ф | Аляска Кид                                          | золотоискатель                                                            |
| 1993      | ф | В Багдаде всё спокойно                              | дуче                                                                      |
| 1993      | ф | Пленники удачи                                      | Семён                                                                     |
| 1994      | с | Русский транзит                                     | Борюсик Быстров, скупщик антиквариата                                     |
| 1996      | ф | Страницы театральной пародии                        | Имя персонажа не указано                                                  |
| 1996      | ф | Шельма                                              | Виктор Петрович, директор                                                 |
| 1997      | ф | Поживём — увидим                                    | Имя персонажа не указано                                                  |
| 1997      | ф | История про Ричарда, Милорда и прекрасную Жар-птицу | Имя персонажа не указано                                                  |
| 1998—1999 | с | Улицы разбитых фонарей-2                            | Угрюмов, заказчик убийства собственной жены (серия «Ищу работу с риском») |
| 1998      | ф | Кто, если не мы                                     | отец хулигана в лицее                                                     |
| 1999      | ф | Тонкая штучка / Двойная угроза                      | гость                                                                     |
| 2000      | ф | Алхимики                                            | Маммон                                                                    |
| 2001      | ф | Ключи от смерти                                     | Наум Яковлевич Малей, стилист                                             |
| 2001—2004 | с | Чёрный ворон                                        | врач-гинеколог                                                            |
| 2002      | ф | Башмачник                                           | Пухлый                                                                    |
| 2002      | ф | Мишель                                              | сосед                                                                     |
| 2002      | ф | Русский спецназ                                     | директор парка                                                            |
| 2003      | ф | Агент национальной безопасности 4                   | Валерий Фридман                                                           |
| 2003      | ф | Весёлая компания                                    | Голубчик, коллекционер антиквариата                                       |
| 2003      | ф | Игра без правил                                     | директор клуба «Голден»                                                   |
| 2003      | ф | Танцор                                              | Васечка                                                                   |
| 2003      | ф | Удачи тебе, сыщик                                   | Колесник                                                                  |
| 2003      | ф | Иванов и Рабинович                                  | Нёма Блюфштейн                                                            |
| 2005      | ф | Город без солнца                                    | Семён                                                                     |
| 2005      | с | В круге первом                                      | Абрамсон                                                                  |
| 2005      | с | Мастер и Маргарита                                  | толстяк на шабаше / кот Бегемот (озвучка)                                 |
| 2005      | ф | Нечаянная радость                                   | врач-шарлатан                                                             |
| 2006      | ф | Первый Скорый                                       | Имя персонажа не указано                                                  |
| 2006      | ф | Азирис Нуна                                         | Смолянин                                                                  |
| 2006      | ф | Зеркало фараона                                     | Рамзес Ашотович                                                           |
| 2006      | ф | Перстень наследника династии                        | Финкельштейн                                                              |
| 2006      | ф | Челюсти                                             | душевнобольной сыщик                                                      |
| 2007      | ф | Я остаюсь                                           | озвучивал роль Виктора Тырсы (роль Андрея Краско)                         |
| 2007      | ф | Месть — искусство                                   | Павел Андреевич                                                           |
| 2007      | ф | Закон мышеловки                                     | контрабандист                                                             |
| 2007      | ф | На мосту                                            | криминальный авторитет по кличке «Специалист»                             |
| 2007      | ф | Серебряный самурай                                  | Даиров                                                                    |
| 2008      | ф | Ванька Грозный                                      | киллер                                                                    |
| 2008      | ф | На свете живут добрые и хорошие люди                | директор школы                                                            |
| 2009      | ф | Счастливый конец                                    | Наполеон                                                                  |
| 2009      | с | Сваты 3                                             | сельский олигарх Евгений Борисович Жук                                    |
| 2009      | с | Журов                                               | Павел Павлович Зинуля, артист цирка                                       |
| 2009      | ф | О, счастливчик!                                     | директор Виктор Сергеевич                                                 |
| 2010      | ф | Правдивая история об Алых парусах                   | доктор Филатр                                                             |
| 2010      | ф | Одна за всех (скетч-шоу)                            | Изя, брат-уголовник Розы Фильштейн / Эдуард, директор Василисы Star       |
| 2011      | ф | 100 тысяч                                           | директор торгового центра                                                 |
| 2011      | ф | Дубля не будет                                      | Савичев                                                                   |
| 2011      | с | Защита свидетелей                                   | Владимир Антонович Загорацкий, адвокат                                    |
| 2011      | ф | Ночной таверны огонёк                               | граф                                                                      |
| 2011      | с | Сваты 5                                             | сельский олигарх Евгений Борисович Жук                                    |
| 2011      | ф | Тот ещё Карлосон!                                   | отец Карлосона                                                            |
| 2013      | с | Сваты 6                                             | сельский олигарх Евгений Борисович Жук                                    |
| 2013      | ф | Полярный рейс                                       | деловой                                                                   |
| 2013      | с | Пётр Лещенко. Всё, что было...                      | Чорбе                                                                     |
| 2013      | с | Шерлок Холмс                                        | Джонсон                                                                   |
| 2014      | ф | Здрасьте, я ваш папа!                               | Имя персонажа не указано                                                  |
| 2014      | с | Питер-Москва                                        | отец Дениса                                                               |
| 2014      | с | Деффчонки                                           | Павел Натанович Швиммер, отец Кати (69 серия)                             |
| 2015      | с | Семейный альбом                                     | Евгений Евгеньевич Стебун, директор театра                                |
| 2019      | с | Соседи 2                                            | Леонид Аркадьевич                                                         |
| 2019      | с | Соседи 3                                            | Леонид Аркадьевич                                                         |
| 2019      | ф | Танцы на высоте!                                    | дедушка Забукар                                                           |
| 2021      | с | Сваты 7                                             | сельский олигарх Евгений Борисович Жук                                    |
| 2023      | ф | Одна дома                                           | мужчина в очках                                                           |
| 2024      | с | Мокрые майки                                        | Григорий Палыч, «Дед», работник автомойки                                 |

## Роли в театре
Антреприза
- «Я покупаю вашу жену»

Новосибирский драматический театр «Красный факел»
- «Поминальная молитва»

Театр Антона Чехова
- «На посадку» — Крутицкий

Театр на Литейном
- «Скупой» — Гарпагон